# Burhan Sargın
Burhan Sargın   (Ankara, 11 de febrer de 1929 - 15 de setembre de 2023) va ser un futbolista turc del Fenerbahçe Spor Kulübü i de la Selecció de futbol de Turquia de la dècada del 1950.

## Biografia
Va començar a jugar al futbol a la Lliga d'Ankara, a la temporada 1946-47, amb l'equip Hacettepe Spor Kulübü. Fou fitxat pel Fenerbahçe SK el 1951, segons les seves pròpies paraules, «sense rebre un kuruş» de traspàs. El seu sou era de 200 lires. Entre 1956 i 1958 jugà per l'Adalet però tornà al Fenerbahçe, i mai més no canvià de club. Finalitzà la seva carrera el 1961.
Per ser d'Ankara, i per una pel·lícula turca de l'època anomenada Ankara Canavarı («El Monstre d'Ankara») Sargın va ser conegut en els primeres temps de la seva carrera a Kadıköy, com Ankara Canavarı entre els seguidors del futbol turc. Amb el pas del temps, la paraula «Ankara» fou oblidada, essent conegut només com a Canavar («Monstre)», tot i que ell ho atribueix a la seva tècnica de joc.
Malgrat jugà només 8 partits amb la selecció nacional turca, anotà 7 gols. El seu gol contra la selecció d'Espanya en el partit eliminatori del Mundial de Futbol de 1954 a Istanbul, el 24 de març de 1954, vencent Turquia 1-0, possibilità que el seu equip accedís a la fase final a Suïssa. Entrà a la galeria d'honor dels futbolistes del món en marcar un hat-trick al partit contra la selecció de Corea del Sud, en el qual la selecció de Turquia guanyà 7-0 a la fase final de la Copa del Món.